# Jimmy Elliott
Jimmy Elliott, all'anagrafe James Edward Elliott (Peterborough, 1891 – 1939) è stato un allenatore di calcio e calciatore inglese, di ruolo centrocampista.

## Carriera

### Giocatore
Dal 1911 al 1914 ha giocato nella prima divisione inglese con il Tottenham, per complessive 12 presenze e 4 reti in questa categoria; è rimasto tesserato dagli Spurs anche negli anni della prima guerra mondiale, nei quali i regolari campionati erano sospesi. Rimane nel club anche nella stagione 1919-1920, alla ripresa dei tornei dopo il conflitto, e gioca una partita in seconda divisione (campionato che i londinesi vincono) per poi trasferirsi all'altro club londinese del Brentford, con cui trascorre due stagioni giocando da titolare in terza divisione, per un totale di 64 presenze e 2 reti in questa categoria.

### Allenatore
Dal 1927 al 1929 ha allenato il Valencia, con cui nel 1928 è stato semifinalista di Coppa di Spagna; dal 1932 al 1934 ha allenato l'AIK, club della prima divisione svedese. Dopo una breve parentesi alla guida della nazionale del Guatemala nel 1935, dal 1935 al 1938 ha allenato i turchi del Fenerbahçe.

## Palmarès

### Giocatore

#### Competizioni nazionali
- Campionato inglese di seconda divisione: 1

Tottenham: 1919-1920

### Allenatore

#### Competizioni nazionali
- Lega nazionale: 1

Fenerbahçe: 1936-1937

#### Competizioni regionali
- Campionato di Istanbul: 2

Fenerbahçe: 1935-1936, 1936-1937